# Isomerocera
Isomerocera är ett släkte av tvåvingar. Isomerocera ingår i familjen vapenflugor.
Kladogram enligt Catalogue of Life:
| Isomerocera | \| \| Isomerocera heteraspis \| \| \| \| \| \| Isomerocera quadrilineata \| \| \| \| |
|             | \| \| Isomerocera heteraspis \| \| \| \| \| \| Isomerocera quadrilineata \| \| \| \| |
|             | Isomerocera heteraspis                                                               |
|             |                                                                                      |
|             | Isomerocera quadrilineata                                                            |
|             |                                                                                      |